# Lekuleku
Il Lekuleku, chiamato anche Lele o Lakulaku, è un fiume minore di Taiwan, affluente del maggiore fiume Shiukuluan. Scorre per 54 km nella contea di Hualien.